# Серина
Серина (итал. Serina) је насеље у Италији у округу Бергамо, региону Ломбардија.
Према процени из 2011. у насељу је живело 1413 становника. Насеље се налази на надморској висини од 814 м.

## Становништво
Према резултатима пописа становништва 2011. у општини је живело 2.165 становника.
| 1931. | 1936. | 1951. | 1961. | 1971. | 1981. | 1991. | 2001. | 2011. |
| ----- | ----- | ----- | ----- | ----- | ----- | ----- | ----- | ----- |
| 2.338 | 2.116 | 2.129 | 2.173 | 2.095 | 2.030 | 2.129 | 2.193 | 2.165 |